# چرخه روی–اکسید روی
چرخهٔ روی - اکسید روی یا Zn–ZnO یک چرخهٔ ترموشیمی بر پایهٔ روی و اکسید روی برای تولید هیدروژن است. بازدهی این روش معمولاً نزدیک به ۴۰ درصد است.

## توضیح
فرایند ترموشیمی شکافت آب دو گام دارد و با استفاده از اکسایش-کاهش صورت می‌گیرد:
- تفکیک: ZnO --> Zn + 1/2 O2
- آبکافت: Zn + H2O --> ZnO + H2

در گام نخست، واکنش گرماگیر است و از متمرکزکننده توان خورشید بهره برده می‌شود چون اکسید روی در ۱۹۰۰ سانتیگراد به روی و اکسیژن تفکیک می‌شود. گام دوم واکنش گرماده است، روی در دمای ۴۲۷ درجهٔ سانتیگراد با آب واکنش می‌دهد و هیدروژن و اکسید روی تولید می‌شود. برای تشخیص دما می‌توان از برج کانون خورشیدی و مجموعه ای خورپا استفاده کرد تا انرژی حرارتی خورشیدی را جمع‌آوری کند.